# Грачовка (Пономарьовський район)
Грачо́вка (рос. Грачёвка) — селище у складі Пономарьовського району Оренбурзької області, Росія.

## Населення
Населення — 16 осіб (2010; 36 у 2002).
Національний склад (станом на 2002 рік):
- росіяни — 89 %